# Häringsmühle
Häringsmühle ist ein Gemeindeteil des Marktes Markt Erlbach im Landkreis Neustadt an der Aisch-Bad Windsheim (Mittelfranken, Bayern). Häringsmühle liegt in der Gemarkung Eschenbach.

## Geografie
Das Dorf liegt am Eschenbach, einem linken Zufluss der Zenn. 0,5 km nordöstlich des Orts liegt das Flurgebiet Kleines Loch. Eine Gemeindeverbindungsstraße führt nach Eschenbach zur Staatsstraße 2252 (0,9 km nordwestlich) bzw. zur Staatsstraße 2413 bei Adelsdorf (0,8 km südöstlich).

## Geschichte
Der Ort wurde 1614 als „Heringsmühl“ erstmals schriftlich erwähnt. Das Bestimmungswort des Ortsnamens ist der Personenname Hering, eine Variante von Haricho.
Gegen Ende des 18. Jahrhunderts gehörte Häringsmühle zur Realgemeinde Eschenbach. Die Mühle hatte das brandenburg-bayreuthische Kastenamt Neuhof als Grundherrn. Unter der preußischen Verwaltung (1792–1806) des Fürstentums Bayreuth erhielt die Häringsmühle die Hausnummer 32 des Ortes Eschenbach.
Von 1797 bis 1810 unterstand der Ort dem Justizamt Markt Erlbach und Kammeramt Neuhof. Im Rahmen des Gemeindeedikts wurde Häringsmühle dem 1811 gebildeten Steuerdistrikt Markt Erlbach und der 1813 gegründeten Ruralgemeinde Eschenbach zugeordnet. Am 1. Januar 1972 wurde Häringsmühle im Zuge der Gebietsreform in Bayern nach Markt Erlbach eingemeindet.

## Einwohnerentwicklung
| Jahr      | 001818 | 001840 | 001861 | 001871 | 001885 | 001900 | 001925 | 001950 | 001961 | 001970 | 001987 | 002017 | 002023 |
| Einwohner | 6      | 9      | *      | 5      | 5      | 7      | 4      | 5      | 7      | 6      | 32     | †20    | †26    |
| Häuser    | 1      | 1      |        |        | 1      | 1      | 1      | 1      | 1      |        | 12     |        |        |
| Quelle    | [ 11 ] | [ 12 ] | [ 13 ] | [ 14 ] | [ 15 ] | [ 16 ] | [ 17 ] | [ 18 ] | [ 19 ] | [ 20 ] | [ 21 ] | [ 1 ]  |        |

## Religion
Der Ort ist seit der Reformation evangelisch-lutherisch geprägt und bis heute nach St. Kilian (Markt Erlbach) gepfarrt. Die Katholiken gehören zur Kirchengemeinde Maria Namen (Markt Erlbach), die ursprünglich eine Filiale von St. Michael (Wilhermsdorf) war und seit 2019 eine Filiale von St. Johannis Enthauptung (Neustadt an der Aisch) ist.